# 郑淼鑫
郑淼鑫（1992年4月30日—），中国陕西省西安市人，围棋职业五段棋手。他2005年入段，2012年7月升为五段。他进入2008年第9届理光杯本赛和2012年第1届百灵杯本赛。他于2010年至2012年代表辽宁队参加围甲联赛，后主要从事围棋教学工作。

## 国内比赛成绩
2008年第9届理光杯本赛首轮胜王磊进入32强，后负于王垚。

## 国际比赛成绩
2012年第1届百灵杯预选赛连胜穆晓红、金基原、汪涛进入本赛64强，本赛首轮负于白洪淅。